# ببوس و بگو
ببوس و بگو (به انگلیسی: Kiss and Tell) اولین آلبوم استوديویی از گروه آمریکایی سلنا گومز و سین است که در ۲۹ سپتامبر ۲۰۰۹ توسط هالیوود رکوردز منتشر شد. موسیقی این آلبوم عمدتاً بر پایۀ الکترونیک راک و پاپ راک ساخته شده‌است. در هفته اول، این آلبوم با ۶۶ هزار فروش در جدول بیلبورد ۲۰۰ رتبۀ ۹ را به دست آورد.
دامنۀ اشعاری آلبوم بر موضوعاتی مانند عشق، شهرت، دل‌شکستگی و آزادی تمرکز دارد. گومز اظهار داشت که آلبوم شروع خوبی برای فهمیدن اینکه «می‌خواهد کجا باشد» بود. موسیقی آلبوم عمدتاً بر پایۀ موسیقی الکترونیک راک و پاپ راک ساخته شده‌است که با عناصر پاپ پانک، موج نو، تکنو و رقص متأثر از لاتین ترکیب می‌شود. دو تک‌آهنگ «سقوط» و «طبیعی» از آلبوم پشتیبانی کردند. «سقوط» به عنوان تک‌آهنگ اصلی در آگوست ۲۰۰۹ منتشر شد و از طریق شبکه دیزنی تبلیغ شد. «طبیعی» که اغلب به عنوان موفقیت اصلی گروه در نظر گرفته‌می‌شود، به عنوان دومین تک‌آهنگ منتشر شد و در چندین کشور از جمله بریتانیا، در جایگاه ده رتبۀ برتر قرار گرفت.
ببوس و بگو پس از انتشار به طور کلی نقدهای مثبتی دریافت کرد و منتقدان ماهیت «سرگرم‌کننده» آلبوم را ستودند. آلبوم یک موفقیت تجاری نیز بود و در جایگاه ده رتبۀ برتر جدول بیلبورد ۲۰۰ قرار گرفت. ببوس و بگو بیش از ۹۰۰۰۰۰ نسخه در آمریکا به فروش رسانده‌است و از انجمن صنعت ضبط موسیقی ایالات متحده آمریکا گواهی‌نامۀ فروش طلا کسب کرده‌است. این آلبوم تا به امروز پرفروش‌ترین آلبوم گروه به حساب می‌آید. 

## فهرست ترانه‌ها
| ببوس و بگو – نسخۀ استاندار | ببوس و بگو – نسخۀ استاندار | ببوس و بگو – نسخۀ استاندار             | ببوس و بگو – نسخۀ استاندار |
| شماره                      | نام                        | تهیه‌کننده(ها)                          | مدت                        |
| -------------------------- | -------------------------- | -------------------------------------- | -------------------------- |
| ۱.                         | «ببوس و بگو»               | تد برونر تری ویتتو                     | ۳:۱۷                       |
| ۲.                         | «نمی‌خواهم معذرت بخواهم»    | جان فیلدز                              | ۳:۰۶                       |
| ۳.                         | «سقوط»                     | برونر ویتتو                            | ۳:۰۵                       |
| ۴.                         | «به تو قول می‌دهم»          | سوپراسپای                              | ۳:۲۰                       |
| ۵.                         | «کراش»                     | برونر ویتتو                            | ۳:۱۹                       |
| ۶.                         | «طبیعی»                    | آنتونیا آرماتو تیم جیمز دوریم کاراوغلو | ۳:۲۲                       |
| ۷.                         | «جوری که دوستت داشتم»      | راب ولس شلی پیکن                       | ۳:۳۳                       |
| ۸.                         | «بیشتر»                    | سوپراسپای                              | ۳:۳۰                       |
| ۹.                         | «به عنوان یک بلوند»        | گرگ ولس                                | ۲:۴۷                       |
| ۱۰.                        | «اصلاً دلم برایت تنگ نشده»  | توبی گاد                               | ۳:۴۰                       |
| ۱۱.                        | «توقف و پاک کردن»          | برونر ویتتو                            | ۲:۵۲                       |
| ۱۲.                        | «گرفتمت»                   | متیو وایلدر                            | ۳:۳۴                       |
| ۱۴.                        | «چیزی بگو که خودم ندونم»   | آرماتو جیمز کاراوغلو                   | ۲:۵۵                       |
| مجموع مدت:                 | مجموع مدت:                 | مجموع مدت:                             | ۴۲:۲۰                      |

## گواهی‌نامه‌ها
| کشور     | گواهی‌نامه | نسخه‌ها  |
| -------- | --------- | ------- |
| برزیل    | طلا       | ۳۵٬۰۰۰  |
| آرژانتین | طلا       | ۲۰٬۰۰۰  |
| کانادا   | طلا       | ۷۵٬۰۰۰  |
| بریتانیا | نقره      | ۷۲٬۵۰۰  |
| آمریکا   | طلا       | ۹۳۰٬۰۰۰ |

## تاریخ انتشار
| منطقه        | تاریخ           | ناشر             | فرمت                              |
| ------------ | --------------- | ---------------- | --------------------------------- |
| کانادا       | ۲۹ سپتامبر ۲۰۰۹ | هالیوود رکوردز   | سی‌دی، دانلود دیجیتال              |
| ایالات متحده | ۲۹ سپتامبر ۲۰۰۹ | هالیوود رکوردز   | سی‌دی، دانلود دیجیتال              |
| استرالیا     | ۱۶ اکتبر ۲۰۰۹   | یونیورسال میوزیک | سی‌دی، دانلود دیجیتال              |
| ژاپن         | ۲۴ فوریه ۲۰۱۰   | گروه اوکس        | سی‌دی، سی‌دی+دی‌وی‌دی، دانلود دیجیتال |
| هند          | ۳ آوریل ۲۰۱۰    | یونیورسال میوزیک | سی‌دی                              |
| بریتانیا     | ۱۹ آوریل ۲۰۱۰   | فسینیشن رکوردز   | سی‌دی، دانلود دیجیتال              |
| فرانسه       | ۳ مه ۲۰۱۰       | فسینیشن رکوردز   | سی‌دی، دانلود دیجیتال              |